# Cabo Ray
O Cabo Ray é um cabo localizado na extremidade sudoeste da ilha de Terra Nova na província canadense de Terra Nova e Labrador.
Está localizado frente ao Cabo Norte na Ilha Cape Breton, Nova Escócia. Cabo Ray, a comunidade, leva seu nome deste ponto de referência histórico.